# Убик
«Убик» (англ. Ubik) — роман американского писателя-фантаста Филипа Дика, впервые опубликованный в 1969 году. Название происходит от английского слова ubiquity — «вездесущность», «повсеместность».

## Сюжет
Действие романа разворачивается в недалёком будущем (на момент написания романа 1992 год).
В будущем, в случае смерти человека, если мозг ещё жив, возможно помещение его в специальную криокамеру (такое могут себе позволить состоятельные люди). При этом живые люди могут общаться с полумёртвым родственником при помощи специального оборудования в течение ограниченного промежутка времени.
В романе также упоминаются люди с различными паранормальными способностями. Одни могут видеть будущее и читать мысли других, а другую группу составляют люди, ослабляющие чужие паранормальные способности. На основе таких возможностей людей созданы компании, которые занимаются как шпионажем, так и, напротив, защитой от шпионажа.
Группа сотрудников компании, обладающей способностью ослаблять паранормальные поля других людей, принимает очень выгодное предложение и летит на Луну. Случается авария, но всем удаётся благополучно вернуться на Землю, кроме руководителя группы, которого помещают в криокамеру.
На Земле некоторые участники группы начинают замечать, что время начинает идти в обратном направлении (например, на месте стереотелевизора появляется обычный телевизор, а на его месте, в свою очередь, радиопроигрыватель). В итоге часть участников оказывается в 1939 году, а часть погибает от мгновенного старения. Они считают, что такие метаморфозы создаёт одна из участниц группы, которая обладает очень сильным и особенным даром коренным образом менять прошлое.
В итоге все члены группы погибают, кроме одного. Ему предстоит разобраться в происходящем и выжить в этом странном мире.

## Признание и оценка критиков
- «Убик» дважды попадал в список лучших научно-фантастических произведений всех времён, составляемый журналом Локус на основе читательского голосования: в 1987 (37 место) и в 1998 (43 место). Всего в этом списке 11 произведений Филипа Дика, что позволило писателю войти в десятку самых популярных авторов научно-фантастического жанра[2].
- В 2005 году «Убик» был включён критиками журнала Time в сотню лучших англоязычных романов, созданных с 1923 года[3].
- Урсула Ле Гуин: «Филип Дик — это целая эпоха фантастики. И „Убик“ — это, возможно, лучшее из всего, что было им написано. По крайней мере, я не читала ничего хотя бы отдаленно похожего на эту книгу».

## Культурное влияние
Идеи романа «Убик» активно используются во многих более поздних произведениях — фильмах: «Матрица», «Начало», «Открой глаза» и ремейк «Ванильное небо», в серии «Брандашмыг» (5 сезон, 1 серия) сериала «Черное зеркало» (обложка первого издания присутствует в качестве постера на стене в квартире программиста игр). Особенностью творчества Филипа Дика является непревзойдённое мастерство «разрушителя реальности». В Убике показаны «нормальные» люди в «ненормальной» обстановке, при этом его герои являются объектами манипуляций с их восприятием со стороны разнообразных технических, психостимулирующих и психоделических средств, причём манипуляции часто вызываются ими самими, а всё действие протекает на фоне научно-фантастического антуража. Филип Дик обладает феноменальным умением одной единственной фразой перевернуть всё предыдущее действие, подвергая читателя мощному и мало с чем сравнимому катарсису.
Главный вопрос, который проходит через всё действие романа «Если иллюзия так похожа на реальность, как отличить, где иллюзия, а где реальность?», приводит в тупики беспомощности и отчаяния.
Бывшая жена Филипа Дика — Тесса как-то заметила, что Убик — это метафора для Бога. Убик является всесильным и всезнающим. Убик всюду. Аэрозольный баллончик — только форма, которую Убик принимает, чтобы люди могли его понять и использовать.

Она также писала: «Многие читатели ломают голову над окончанием „Убика“, когда Глен находит монету Джо Чипа в своём кармане. Что это означает? Рансайтер мёртв? Джо Чип и другие живы? Но на самом деле, это говорит лишь о том, что мы ни в чём не можем быть уверены в этом мире. Нельзя понять, что такое реальность. Возможно, что все они мёртвые и всё это — лишь их угасающее сознание. Или что мир полуживых вторгся в реальный мир. Также возможно, что все они живы и просто спят».
В 2008 году французская кинокомпания Celluloid Dreams приобрела права на экранизацию «Убика». Первоначально запуск кинопроизводства был намечен на 2009 год. Эта дата сорвалась. К началу 2011 года режиссёр Мишель Гондри, который будет снимать фильм для Celluloid Dreams, только закончил работу над «Зелёным шершнем» и планировал снять ещё одну картину до начала работы над Ubik. Однако в 2014 году Гондри сообщил французскому изданию Telerama (через Jeux Actu), что он больше не работает над проектом. Информации о назначении другого режиссёра пока нет.